# Escharoides martae
Escharoides martae är en mossdjursart som beskrevs av Ernst Marcus 1955. Escharoides martae ingår i släktet Escharoides och familjen Exochellidae. Inga underarter finns listade i Catalogue of Life.